# 李从和
李从和（？—12世紀），北宋徽宗之女官，封國夫人。

## 生平
李从和被宋徽宗授为華国靖恭夫人之位。靖康之变後，金朝擁立張邦昌为傀儡「大楚皇帝」。李从和把義女陳氏献给張邦昌。金军撤退，張邦昌放棄帝位，让位给赵构（高宗），李从和非常失望。南宋建立，高宗责令張邦昌自殺，李从和处以杖刑，後与兵卒結婚。